# Cassida leucanthemi
Cassida leucanthemi là một loài bọ cánh cứng trong họ Chrysomelidae. Loài này được Bordy miêu tả khoa học năm 1995.